# Lonely Day
Lonely Day è un singolo del gruppo musicale statunitense System of a Down, pubblicato il 21 febbraio 2006 come secondo estratto dal quinto album in studio Hypnotize.
Il brano ricevette una candidatura ai Grammy Awards 2007 nella categoria miglior interpretazione hard rock. Inoltre è presente nel film Disturbia (2007), ma non nella relativa colonna sonora.

## Descrizione
Composta dal chitarrista Daron Malakian, il quale canta interamente il brano, la canzone è una ballata dal testo malinconico, ed è caratterizzata nel ritornello dal doppio superlativo "most loneliest" e da un complesso assolo di chitarra.
Malakian disse riguardo alla canzone: «Ho scritto molti brani e alcuni di quelli non ho mai pensato che funzionassero per i System, quindi non le ho portate ai System, e questo è uno di quelli che non avevo intenzione di portare al gruppo». Il bassista Shavo Odadjian aggiunse: «La portò e ci piacque così tanto che lui era come per dire "Io non la voglio nell'album" ma [...] è qualcosa che necessita di essere sentita».

## Pubblicazione
Il singolo è stato pubblicato in Europa il 17 aprile 2006 nei formati CD e download digitale; in Australia è stato pubblicato un EP contenente varie b-side realizzate tra il 1998 e il 2002. La differenza principale, oltre alla lista tracce, risiede nel colore della copertina (grigia e gialla nella versione europea e rossa nell'EP).
Agli inizi del mese successivo, Lonely Day è stato pubblicato promozionalmente insieme al brano Vicinity of Obscenity. Il doppio singolo è uscito più tardi in formato digitale sull'iTunes Store britannico il 29 maggio 2006.

## Video musicale
Il video musicale mostra il gruppo nel pullman dei tour mentre guardano fuori dai finestrini e notano molti fuochi (che nel brano vogliono rappresentare la solitudine). Si vedono anche due uomini che si stringono la mano, chiaro riferimento alla copertina di Wish You Were Here dei Pink Floyd.

## Tracce
Testi e musiche di Daron Malakian, eccetto dove indicato
CD singolo (Europa), download digitale (Svizzera)
1. Lonely Day – 2:48
2. Shame (System of a Down and Wu-Tang Clan) – 2:41 (Dennis Coles, Gary Grace, Lamont Hawkins, Jason Hunter, Russell Jones, Rakeem Price, Clifford Smith, Corey Woods)

Download digitale (Italia)
1. Lonely Day – 2:48

EP (Australia, Germania)
1. Lonely Day – 2:48
2. Shame (System of a Down and Wu-Tang Clan) – 2:41 (Dennis Coles, Gary Grace, Lamont Hawkins, Jason Hunter, Russell Jones, Rakeem Price, Clifford Smith, Corey Woods)
3. Snowblind – 4:40 (Ozzy Osbourne, Tony Iommi, Geezer Butler, Bill Ward)
4. Metro – 3:00 (John Crawford)
5. Marmalade – 3:02 (Serj Tankian)
6. Lonely Day (Video CD Extra) – 2:57

Download digitale – Vicinity of Obscenity/Lonely Day (Brasile, Canada, Regno Unito)
1. Vicinity of Obscenity – 2:51 (testo: Serj Tankian, Daron Malakian – musica: Serj Tankian)
2. Lonely Day – 2:48
3. Shame (System of a Down & Wu-Tang Clan) – 2:40 (Dennis Coles, Gary Grace, Lamont Hawkins, Jason Hunter, Russell Jones, Rakeem Price, Clifford Smith, Corey Woods)
4. Snowblind – 4:40 (Ozzy Osbourne, Tony Iommi, Geezer Butler, Bill Ward)
5. Metro – 2:59 (John Crawford)

## Formazione
Hanno partecipato alle registrazioni, secondo le note di copertina di Hypnotize:
Gruppo
- Daron Malakian – voce, chitarra, basso,[11] tastiera[11]
- Serj Tankian – voce, tastiera, arrangiamento strumenti ad arco
- Shavo Odadjian – basso
- John Dolmayan – batteria

Altri musicisti
- Mark Mann – arrangiamento strumenti ad arco

Produzione
- Rick Rubin – produzione
- Daron Malakian – produzione
- Andy Wallace – missaggio
- David Schiffman – ingegneria del suono
- Jason Lader – montaggio
- Dana Nielsen – montaggio
- Phillip Broussard – assistenza tecnica
- Vartan Malakian – artwork
- System of a Down – design
- Brandy Flower – design
- Vlado Meller – mastering

## Classifiche
| Classifica (2006)             | Posizione massima |
| ----------------------------- | ----------------- |
| Australia                     | 37                |
| Austria                       | 62                |
| Danimarca                     | 20                |
| Finlandia                     | 16                |
| Francia                       | 84                |
| Germania                      | 46                |
| Nuova Zelanda                 | 17                |
| Stati Uniti                   | 123               |
| Stati Uniti (alternative)     | 10                |
| Stati Uniti (mainstream rock) | 10                |
| Svizzera                      | 72                |